# Прамнійське вино
Прамнійське вино (грец. Πράμνειος οἶνος) — сорт давньогрецького вина, згадуваний у творах Гомера. Вважається, що прамнійське вино першим згадується у літературі серед вин із відомою рецептурою.
Спочатку виготовлялися в горах Прамнос (грец. Πράμνος, суч. грец. Όρος Αθέρας) (о. Ікарія), центрі давньогрецького виноробства. Пізніше, з розширенням виноробної культури, прамнійським вином почали називати найкращі за якістю вина.